# Picea pungens
Picea pungens là một loài thực vật hạt trần trong họ Thông. Loài này được Engelm. miêu tả khoa học đầu tiên năm 1879. 
Đây là loài bản địa dãy núi Rocky của Hoa Kỳ. Phạm vi tự nhiên của nó kéo dài từ Colorado đến Wyoming nhưng nó đã được du nhập rộng rãi ở những nơi khác và được sử dụng làm cây cảnh ở nhiều nơi vượt xa phạm vi nguồn gốc của nó.